# Hemicycla quadricincta
Hemicycla quadricincta is een slakkensoort uit de familie van de Helicidae. De wetenschappelijke naam van de soort is voor het eerst geldig gepubliceerd in 1864 door Pierre Marie Arthur Morelet.

Hemicycla quadricincta quadricincta
Hemicycla quadricincta subaucta